# Pocillopora
Pocillopora is een geslacht van koralen uit de familie Pocilloporidae.

## Soorten
- Pocillopora capitata Verrill, 1864
- Pocillopora cespitosa Dana, 1846
- Pocillopora clavaria Ehrenberg
- Pocillopora damicornis (Linnaeus, 1758)
- Pocillopora effusus Veron, 2002
- Pocillopora elegans Dana, 1846
- Pocillopora eydouxi Milne Edwards & Haime, 1860
- Pocillopora frondosa (Verrill, 1869)
- Pocillopora fungiformis Veron, 2002
- Pocillopora indiania Veron, 2002
- Pocillopora inflata Glynn, 1999
- Pocillopora informis Dana
- Pocillopora kelleheri Veron, 2002
- Pocillopora ligulata Dana
- Pocillopora mauritiana Brüggemann
- Pocillopora meandrina Dana, 1846
- Pocillopora modumanensis Vaughan
- Pocillopora molokensis Quelch, 1886
- Pocillopora paucistellata Quelch, 1886
- Pocillopora setchelli Hoffmeister, 1929
- Pocillopora verrucosa (Ellis & Solander, 1786)
- Pocillopora woodjonesi Vaughan, 1918
- Pocillopora zelli Veron, 2002